# Ministero degli affari esteri (Iraq)
Il Ministero degli affari esteri della Repubblica d'Iraq è l'agenzia di governo dell'Iraq, responsabile della conduzione degli affari esteri del paese medio-orientale.

## Organizzazione
L'Iraq mantiene 86 missioni diplomatiche in tutto il mondo.

## Lista dei Ministri degli Affari Esteri dell'Iraq
la seguente lista elenca i ministri degli affari esteri dell'Iraq sin dal 1924:

### Regno dell'Iraq (1921-1958)
- 1924-1930: i Primi ministri dell'Iraq
- 1930-1931: Abdullah Bey al-Damluji
- 1931-1932:Ja'far al-'Askari
- 1932-1933: Abdul Qadir Rashid
- 1933-1934: Nuri al-Sa'id
- 1934: Abdullah Bey al-Damluji
- 1934: Tawfiq al-Suwaidi
- 1934-1936: Nuri al-Sa'id
- 1936-1937: Naji al-Asil
- 1937-1938: Tawfiq al-Suwaidi
- 1938-1939: Nuri al-Sa'id
- 1939-1940: 'Ali Jawdat al-Ayyubi
- 1940-1941: Nuri al-Sa'id
- 1941: 'Ali Jawdat al-Ayyubi
- 1941-1942: Sayyid Salih Jabr (ad interim)
- 1942: Abdullah Bey al-Damluji
- 1942: Dawood al-Haidari (ad interim)
- 1942: Nuri al-Sa'id (ad interim)
- 1942-1943: Abdul Ilah al-Hafiz
- 1943: Nasrat al-Farisi
- 1943: Abdullah Ilah al-Hafiz
- 1943-1944:Mahmud Subhi al-Daftari
- 1944-1945: Arshad al-Umari
- 1945-1946: Hamdi al-Bagiahgi
- 1946: Tawfiq al-Suwaidi
- 1946: Ali Mumtaz
- 1946-1948:Muhammad Fadhel al-Jamali
- 1948:Hamdi al-Bagiahgi
- 1948: Nasrat al-Farisi
- 1948: Muzahim al-Bajaji
- 1948-1949:'Ali Jawdat al-Ayyubi
- 1949: Abdul Ilah al-Hafiz
- 1949:Muhammad Fadhel al-Jamali
- 1949: Shakir al-Wadi
- 1949-1950:Muzahim al-Bajaji
- 1950: Tawfiq al-Suwaidi
- 1950-1951: Shakir al-Wadi
- 1951: Tawfiq al-Suwaidi
- 1951-1952: Shakir al-Wadi
- 1952: Muhammad Fadhei al-Jamali
- 1953:Tawfiq al-Suwaidi
- 1953-1954: Abdullah Bakr
- 1954:Musa al-Shahbander
- 1954: Muhammad Fadhei al-Jamali
- 1954-1955: Musa al-Shahbander
- 1955-1957:Burhanuddin Bashayan
- 1957: 'Ali Jawdat al-Ayyubi
- 1957-1958:Burhanuddin Bashayan
- 1958:Muhammad Fadhei al-Jamali
- 1958:Tawfiq al-Suwaidi

### Repubblica Irachena (1958-1968)
- 1958-1959:Abdul Jabbar Jomard
- 1959-1963: Hashem Jawad
- 1963: Talib el-Shihib
- 1963: Salih Mahdi Ammash
- 1963-1964:Subhi Abdul Hamid
- 1964-1965:Naji Talib
- 1965: Abd al-Rahman al-Bazzaz
- 1965-1967:Adnan Pachachi
- 1967-1968:Ismail Khairallah (ad interim)

### Iraq Ba'thista (1968-2003)
- 1968:Nasser al-Hani
- 1968-1971: Abdul Karim al-Shaikhly
- 1971: Rashid al-Rifai
- 1971-1974: Murtada Said Abdel Baki al-Hadithi
- 1974: Shathel Taqa
- 1974: Hisham al-Shawi (ad interim)
- 1974-1983: Sa'dun Hammadi
- 1983-1991: Tareq Aziz
- 1991-1992: Ahmad Husayn Khudayir as-Samarrai
- 1992-2001: Muhammad Sa'id al-Sahhaf
- 2001: Tareq Aziz (ad interim)
- 2001-2003: Naji Sabri

### Repubblica d'Iraq (2003-oggi)
- 2003: Muhammad Amin Ahmad
- 2003: Ghassan Muhsen
- 2003-2014: Hoshyar Zebari
- 2014: Hussain al-Shahristani (ad interim)
- 2014-2018: Ibrahim al-Ja'fari
- 2018-2020: Mohammed Ali Alhakim
- 2020: Mustafa Al-Kadhimi (ad interim)
- 2020-in carica: Fuad Hussein